# (523749) 2014 UR224
(523749) 2014 UR224 est un objet transneptunien d'un diamètre estimé à 447 km, ce qui le qualifie comme un candidat au statut de planète naine.